# Костадин Крайнов
Костадин Крайнов е български поет и публицист.

## Биография
Роден е в 1932 година в пиринското село Годлево. През 1942 г. семейството му се изселва в Делиормана. Крайнов учи в гимназиите в Исперих и Тутракан. В 1955 г. завършва Агрономическия факултет на Висшия селскостопански институт „Георги Димитров“ в София и работи като участъков агроном, учител и журналист. Установява се в Разград, където е инструктор в Окръжния комитет на БКП. от 1970 до 1975 година е директор на разградската библиотека. Умира в 1999 година. През 2005 година посмъртно е обявен за почетен гражданин на Разград.

## Творчество
- „Трептения“ (1967),
- „Жива вода“,
- „Сърцето ми опора търси“,
- „Съпротива“,
- „Вик“ (2001, посмъртно),
- „Завръщане към старите огнища“ (2010, посмъртно).
- „Посоката на сърцето. Документална повест за Дянко Стефанов“ (1972, публицистика),
- „Вярвай докрай“ (1984, публицистика).
- „Родолюбиво Годлево“ (1989, съставител на сборника).[1]